# Advertising Standards Authority
Advertising Standards Authority (ASA) est l'organisme d'autorégulation de l'industrie de la publicité au Royaume-Uni. L'ASA est une organisation non statutaire et ne peut donc pas interpréter ou appliquer la législation. Cependant, son code de pratique publicitaire reflète largement la législation dans de nombreux cas. L'ASA n'est pas financée par le gouvernement britannique, mais par un prélèvement sur l'industrie de la publicité.
Son rôle est de « réglementer le contenu des publicités, des promotions des ventes et du marketing direct au Royaume-Uni » en enquêtant sur « les plaintes déposées au sujet des publicités, des promotions des ventes ou du marketing direct » et en décidant si cette publicité est conforme à ses codes de normes publicitaires. Ces codes stipulent qu'« avant de distribuer ou de soumettre une communication marketing pour publication, les spécialistes du marketing doivent détenir des preuves documentaires pour prouver toutes les allégations, directes ou implicites, susceptibles d'être corroborées de manière objective » et qu'« aucune communication marketing ne doit induire en erreur ou être susceptible de induire en erreur, par inexactitude, ambiguïté, exagération, omission ou autre ». L'agence a également restreint les publicités mettant en vedette des femmes légèrement vêtues.